# الكتروبراز
الكتروبراز ( الاسم الكامل: محطات الطاقة البرازيلية ) هي شركة مرافق كهربائية برازيلية كبرى. يقع مقر الشركة في ريو دي جانيرو .
وهي أكبر شركة في أمريكا اللاتينية للطاقة، عاشر أكبر شركة في العالم، وهي رابع أكبر شركة للطاقة النظيفة في العالم. تمتلك الشركة حصصًا في عدد من شركات الكهرباء البرازيلية، بحيث تولد حوالي 40 ٪ وتنقل 69 ٪ من إمدادات الكهرباء في البرازيل. تبلغ طاقة التوليد للشركة حوالي 51000 ميغاواط، معظمها في محطات كهرومائية. تمتلك الحكومة الفيدرالية البرازيلية حصة 52 ٪ في ملكيتها، ويتم تداول بقية الأسهم على السوق البرازيلي للضمانات والسلع والأوراق المالية الآجلة (BM&F Bovespa) . السهم جزء من مؤشر ايبوفسبا . كما يتم تداولها في بورصة ناسداك وبورصة مدريد .

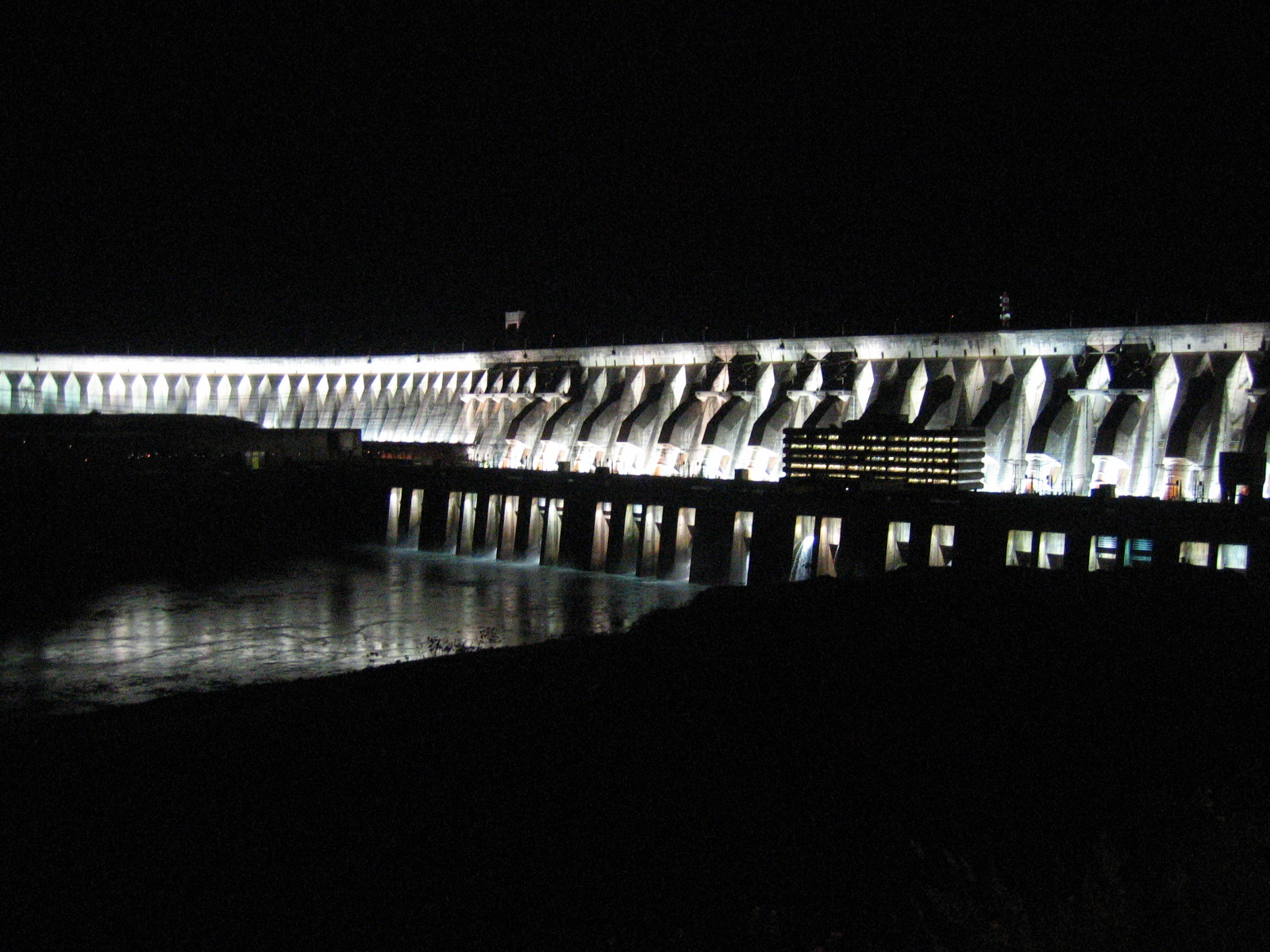
سد إيتايبو ليلاً - أكبر محطة كهرومائية في العالم من حيث توليد الطاقة وثاني أكبر مصنع من حيث القدرة المركبة

## روابط خارجية
- الموقع الرسمي